# Karpatengems
De karpatengems (Rupicapra rupicapra carpatica) is een ondersoort uit de familie der holhoornigen (Bovidae). De wetenschappelijke naam van de ondersoort werd voor het eerst geldig gepubliceerd door Marcel Couturier in 1938. De karpatengems is endemisch in Roemenië.

## Verspreiding
De karpatengems komt voor in de Oostelijke Karpaten en de Zevenburgse Alpen van Roemenië. De karpatengems was ooit wijdverbreid, maar door de jacht en stroperij is de ondersoort sterk in aantal afgenomen en is zijn verspreidingsgebied verbrokkeld geraakt. Een andere bedreiging is ook verdringing door grazend vee. In 1990 werd het aantal karpatengemzen op ongeveer 9.000 exemplaren.